# Рівне (Василівський район)
Рі́вне — село в Україні, у Роздольській сільській громаді Василівського району Запорізької області. Населення становить 120 осіб. До 2017 року орган місцевого самоврядування — Високівська сільська рада.

## Географія
Село Рівне розташоване за 92 км від обласного центру та 36 км від районного центру. За 1 км розташоване найближче сусіднє село Трудолюбимівка.

## Історія
Село засноване 1922 року.
22 листопада 2017 року, в ході децентралізації, Високівська сільська рада об'єднана з Роздольською сільською громадою Михайлівського району.
12 червня 2020 року, відповідно до розпорядження Кабінету Міністрів України № 713-р «Про визначення адміністративних центрів та затвердження територій територіальних громад Запорізької області», затверджено склад Роздольської сільської громади.
19 липня 2020 року, в результаті адміністративно-територіальної реформи та ліквідації Михайлівського району, село увійшло до складу Василівського району.